# Blyträsket
Blyträsket är en sjö i Vindelns kommun i Västerbotten och ingår i Umeälvens huvudavrinningsområde. Sjön har en area på 0,272 kvadratkilometer och ligger 278 meter över havet.

## Delavrinningsområde
Blyträsket ingår i det delavrinningsområde (713169-169945) som SMHI kallar för Mynnar i Bubergsån. Medelhöjden är 278 meter över havet och ytan är 5,11 kvadratkilometer. Det finns inga avrinningsområden uppströms utan avrinningsområdet är högsta punkten. Vattendraget som avvattnar avrinningsområdet har biflödesordning 5, vilket innebär att vattnet flödar genom totalt 5 vattendrag innan det når havet efter 83 kilometer. Avrinningsområdet består mestadels av skog (89 procent). Avrinningsområdet har 0,3 kvadratkilometer vattenytor vilket ger det en sjöprocent på 5,8 procent.